# الزرار (الحصن)

تعديل مصدري - تعديل

الزرار هي إحدى قرى عزلة اليمانية العليا بمديرية الحصن التابعة لمحافظة صنعاء، بلغ تعداد سكانها 131 نسمة حسب تعداد اليمن لعام 2004.